# Além das Aparências
Além das Aparências é o décimo quarto álbum de estúdio do cantor gospel J. Neto lançado pela Line Records em 2002, e certificado com Disco de Ouro pela ABPD devido pelas mais de 50 mil cópias vendidas no Brasil.
O álbum recebeu o prêmio de Melhor Arranjo no Troféu Talento 2003.

## Faixas
1. Ele Vem (Beno César/Solange de César) - 3:39
2. Jesus Salvador (Roberto Carlos/Erasmo Carlos) - 5:09
3. Quando Eu Cheguei Aqui (Beno César/Solange de César) - 4:04
4. O Cordeiro Santo (Ed Wilson/Elvis Tavares) - 4:01
5. Coberto de Glória (Wilson de Souza "Formigão") - 4:43
6. Além das Aparências (Beno César/Solange de César) - 4:17
7. Quantas Vezes (Ivan Santos/Pedrinho Periquito) - 3:44
8. E Tudo Vai Mudar (Carlos Colla/Lola Soledade) - 4:33
9. Eu Não Me Importo (J. Neto) - 4:20
10. Condições (Michael Sullivan/Carlos Colla) - 4:17
11. Tá Difícil (Cícero Mendes) - 3:49
12. Campeão (Léo de Jesus/Bp. Vieira Reis) - 4:22
13. Uma Força no Ar (Ed Wilson) - 4:29

## Ficha técnica
- Direção Executiva: Line Records
- Direção Artística: Beno César
- Produzido por: Eduardo Lages
- Arranjos e Regência: Eduardo Lages
- Gravado nos Estúdios: Mosh SP por Alex Angeloni e Sandro Estevam, Estúdio Number One por Eduardo Luke e Estúdio Line Records RJ por Jackson Paulino
- Assistentes Estúdio Mosh: Roberto Queiroz e Alberto Saldanha
- Assistentes Estúdio Line Records: Jorge Jannarelli e Pedro Motta
- Mixado no Estúdio da Line Records por: Jackson Paulino
- Assistente de Mixagem: Jorge Jannarelli e Pedro Motta
- Edição Digital: Enrico Romano
- Masterizado no Magic Master por: Ricardo Garcia
- Teclados: Eduardo Lages
- Baixo: Pedro Ivo
- Bateria: Albino Infantozzi
- Guitarra: Paulinho Ferreira e Pedro Braga
- Violões: Paulinho Ferreira
- Percussão: Zé Leal
- Coro: Ringo, Ângela, Caio Flávio e Silvinha Araújo
- Fotos, Programação Visual e Fotolitos: Digital Design - Sérgio Menezes

## Vendas e certificações
| País          | Certificação | Vendas  |
| ------------- | ------------ | ------- |
| Brasil - ABPD | Ouro         | 50,000+ |